# Wilhelm Hamburger
Wilhelm Hamburger (* 1821 in Blumenfeld, Großherzogtum Baden; † 1904 in Pitten) war ein deutsch-österreichischer Industrieller und Pionier der modernen Papiererzeugung in Mitteleuropa.

## Leben
Nach seinem Eintritt in die Werdemüllersche Papierfabrik in Pitten und Studien der Physik, Mathematik und Mechanik in München machte sich Hamburger 1853 selbstständig und begann Holzstoffpapier herzustellen. Er leitete damit gemeinsam mit Vinzenz Sterz die industrielle Papiererzeugung in der Habsburgermonarchie ein. Zusätzlich bemühte sich Hamburger, die Infrastruktur des Pittentals zu verbessern, und trug zur Entwicklung des regionalen Fremdenverkehrs bei.
Die Papierfabrik in Pitten verschaffte Wilhelm Hamburger und seinen Erben außergewöhnlichen Wohlstand, der seine Familie zu einer der reichsten in Österreich-Ungarn machte. Mehrere seiner Nachkommen heirateten Mitglieder von österreichisch-ungarischen Adels- und Industriellengeschlechtern, darunter die Schmid-Schmidsfelden, Tinti, Coudenhove-Kalergi, Lauda und Sebesy-Josintzi. Sein Sohn Fritz Hamburger, selbst Großindustrieller und Besitzer der Anwesen Töpperschloss und Schloss Hubertendorf, galt als einer der engsten Freunde und Berater des kaiserlichen Thronfolgers Franz Ferdinand, während sein Sohn Franz Hamburger Kinderarzt wurde.
Das von Hamburger begründete Unternehmen ging später in der Prinzhorn Group auf.